# Sistema social

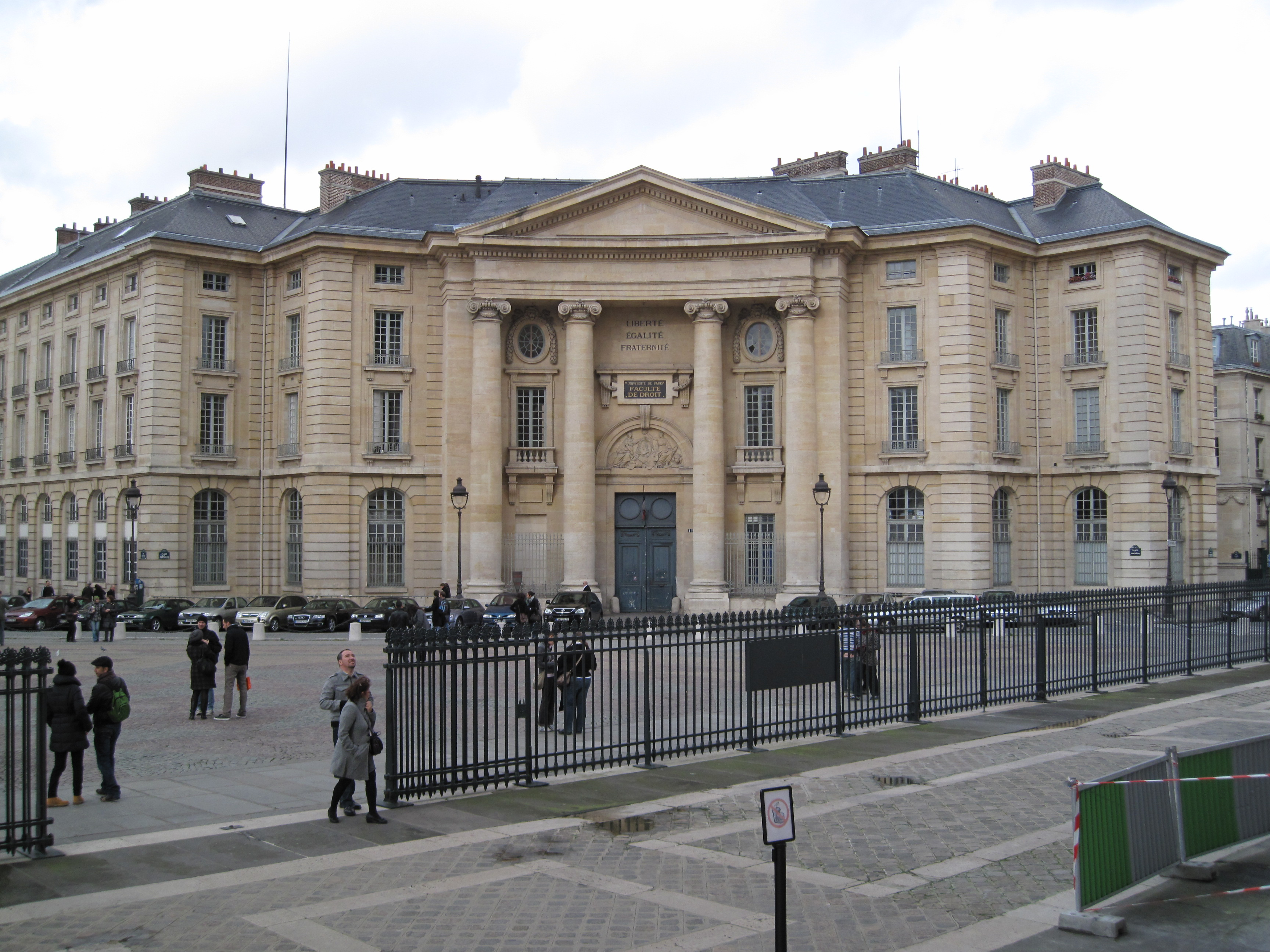
Uma universidade pode ser considerada um exemplo de sistema social.

Um sistema social é uma série de inter-relações padronizadas existentes entre os indivíduos, grupos e instituições, formando um todo. Pode, ainda, ser definido como um coletivo de pessoas que assumem diferentes tipos de tarefas para atingir objetivos e resolver problemas em comum. O termo pode ser aplicado a um grupo de dois ou mais indivíduos, organizações complexas ou sociedades inteiras. Para os membros de um sistema social cooperarem, deve haver uma linguagem e alguma similaridade entre eles, embora, dentro do sistema, possam existir variadas subculturas e códigos, assim como diferenças individuais.

## Parsons
Talcott Parsons foi o primeiro a formular uma teoria sistemática dos sistemas sociais, o que ele fez como uma parte de seu paradigma AGIL. Ele definiu um sistema social como apenas um segmento (ou um "subsistema") do que ele chamou de "teoria da ação".

## Forrester
Jay Wright Forrester fundou o campo da dinâmica de sistemas, que lida com a simulação de interações em sistemas dinâmicos. Em seu trabalho sobre sistemas sociais, ele discute as possibilidades da dinâmica de sistemas sociais, ou de modelagem de sistemas sociais usando computadores com o objetivo de testar possíveis efeitos da aplicação de novas leis ou políticas públicas. Em seu estudo, ele reconheceu a dificuldade de se criar um modelo computacional confiável, mas argumentou que é preferível um modelo imperfeito à ausência de modelo, na hora de se implementar uma política pública.
Forrester argumentou que políticas públicas mal-sucedidas visam mais ao tratamento dos sintomas do que das causas dos problemas sociais, e que elas focam mais nos esforços do que nos resultados. Isso ocorre porque há uma incompreensão dos governantes sobre as causas dos problemas, o que leva ao agravamento dos problemas ou à criação de novos problemas. Um outro problema levantado por Forrester é que políticas que resolvem o problema a longo prazo podem, a curto prazo, agravar o problema. Uma política bem-sucedida, segundo Forrester, precisa mirar nos corretos pontos de alavancagem.

## Modelagem
Um problema significativo quando se estudam sistemas sociais é a dificuldade de criar e testar teorias. Sistemas sociais não são facilmente manipuláveis ou controláveis, e sistemas de grande escala não podem ser reproduzidos em laboratório. Entretanto, o grande aumento da disponibilidade de dados digitais no início do século XXI vem permitindo que os cientistas sociais construam modelos bem detalhados de como os sistemas sociais funcionam. Além disso, o desenvolvimento de plataformas sociais como Facebook e Twitter oferece novas possibilidades de estudo dos sistemas sociais usando gráficos sociais.